# Nastrosz dębowiec
Nastrosz dębowiec (Marumba quercus) – gatunek motyla z rodziny zawisakowatych (Sphingidae).

## Rozmieszczenie geograficzne
Ten gatunek rozmieszczony jest w południowej i lokalnie środkowej Europie, dalej sięga do północnej Afryki oraz Azji mniejszej po Iran. W Polsce pojedyncze zalatujące osobniki notowano w okolicach Bramy Morawskiej, obecnie stwierdzony kilkadziesiąt km od granicy Polski w rejonie miejscowości Lứka Tematin na Słowacji. Najbliższe refugia populacyjne obejmują Morawy i południową Słowację. 

## Cechy
Motyl o rozpiętości skrzydeł 88-102 mm. Głowa, tułów, odwłok i tło przedniego skrzydła są koloru od jasno- do żółtobrunatnego z szarooliwkowym odcieniem, dodatkowo pole środkowe ograniczone przepaskami. Tylne skrzydło w zewnętrznej części z niewyraźną przepaską, zaś nasada z nalotem rudych włosków.

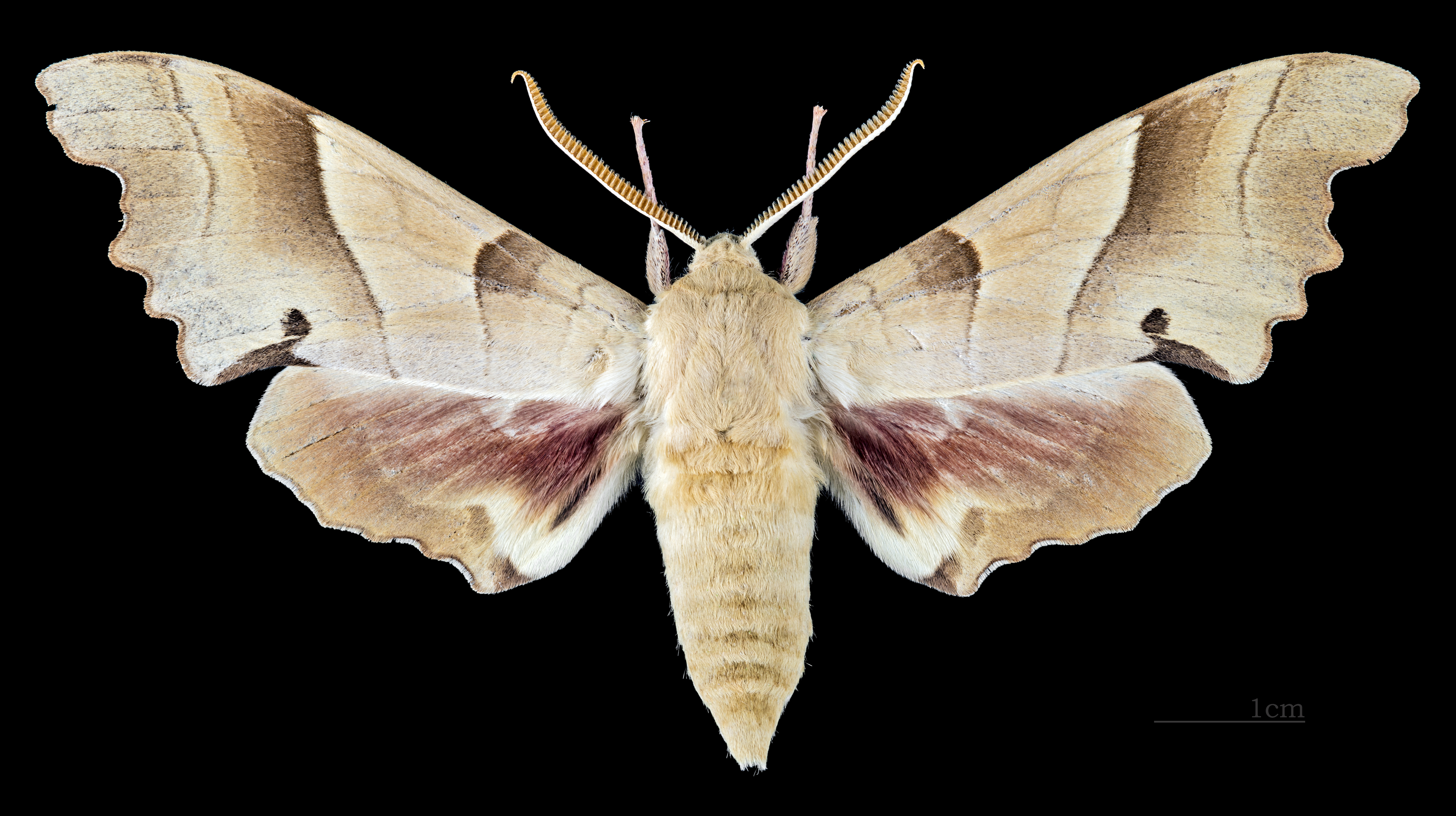
♂
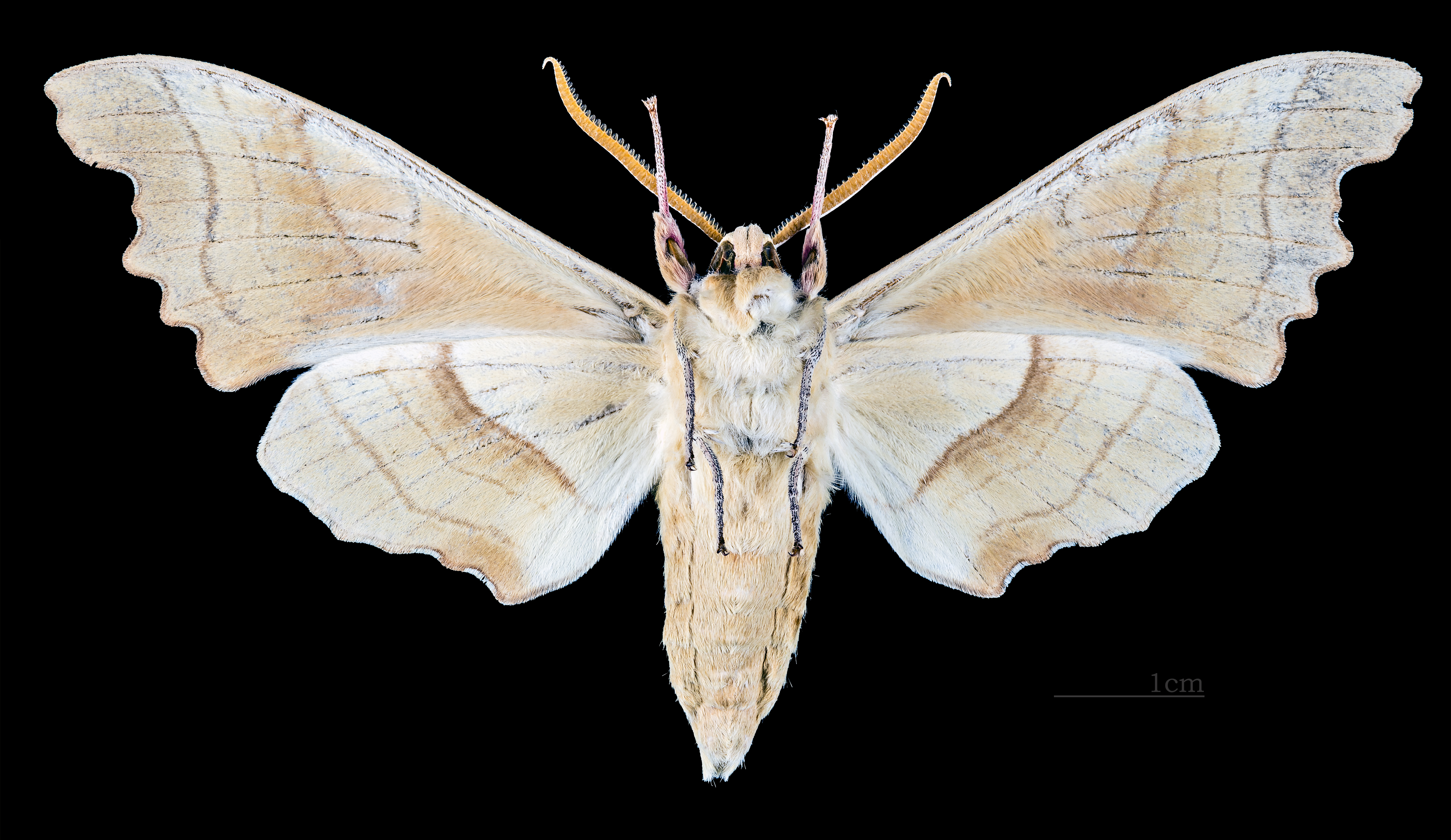
♂ △
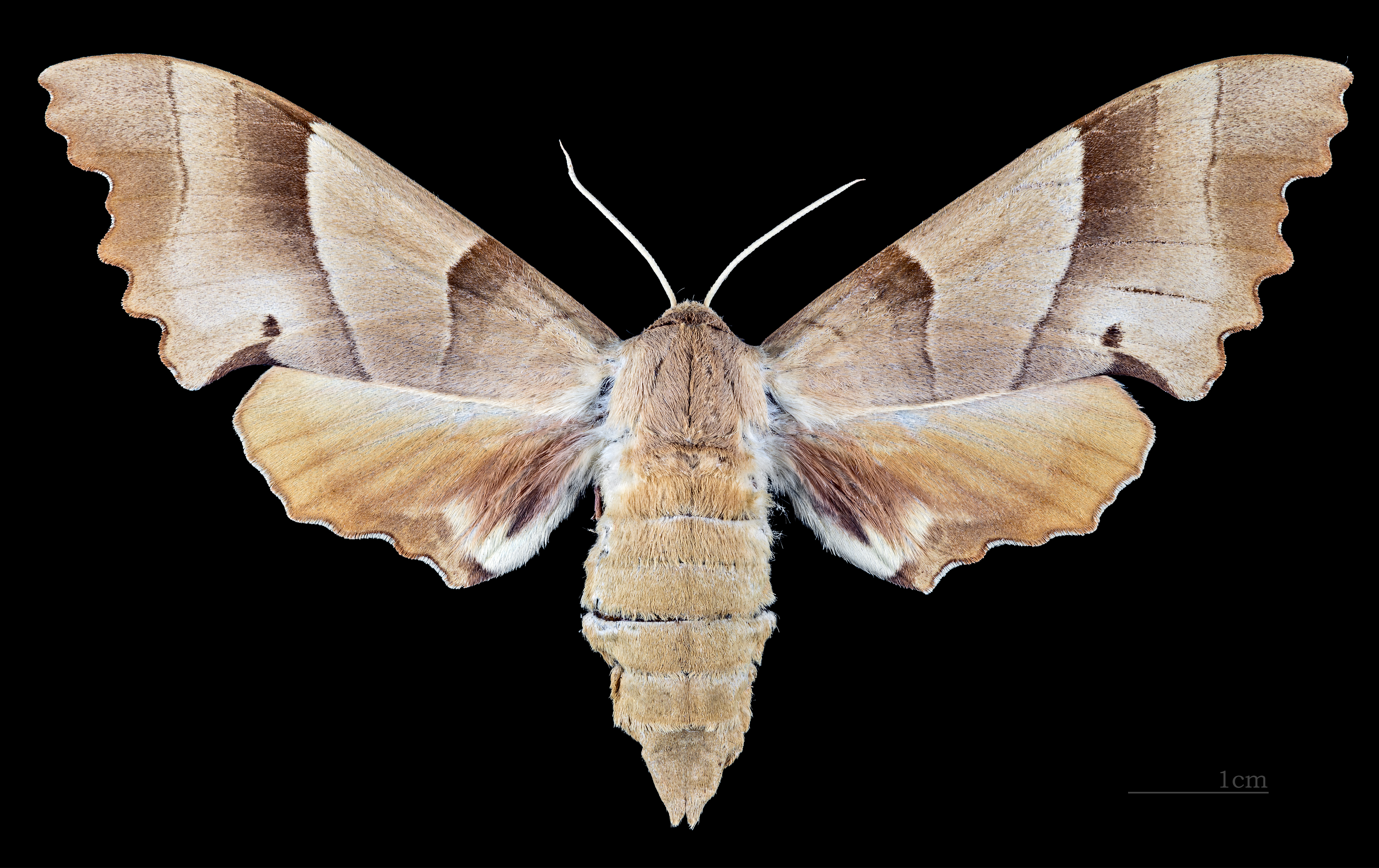
♀
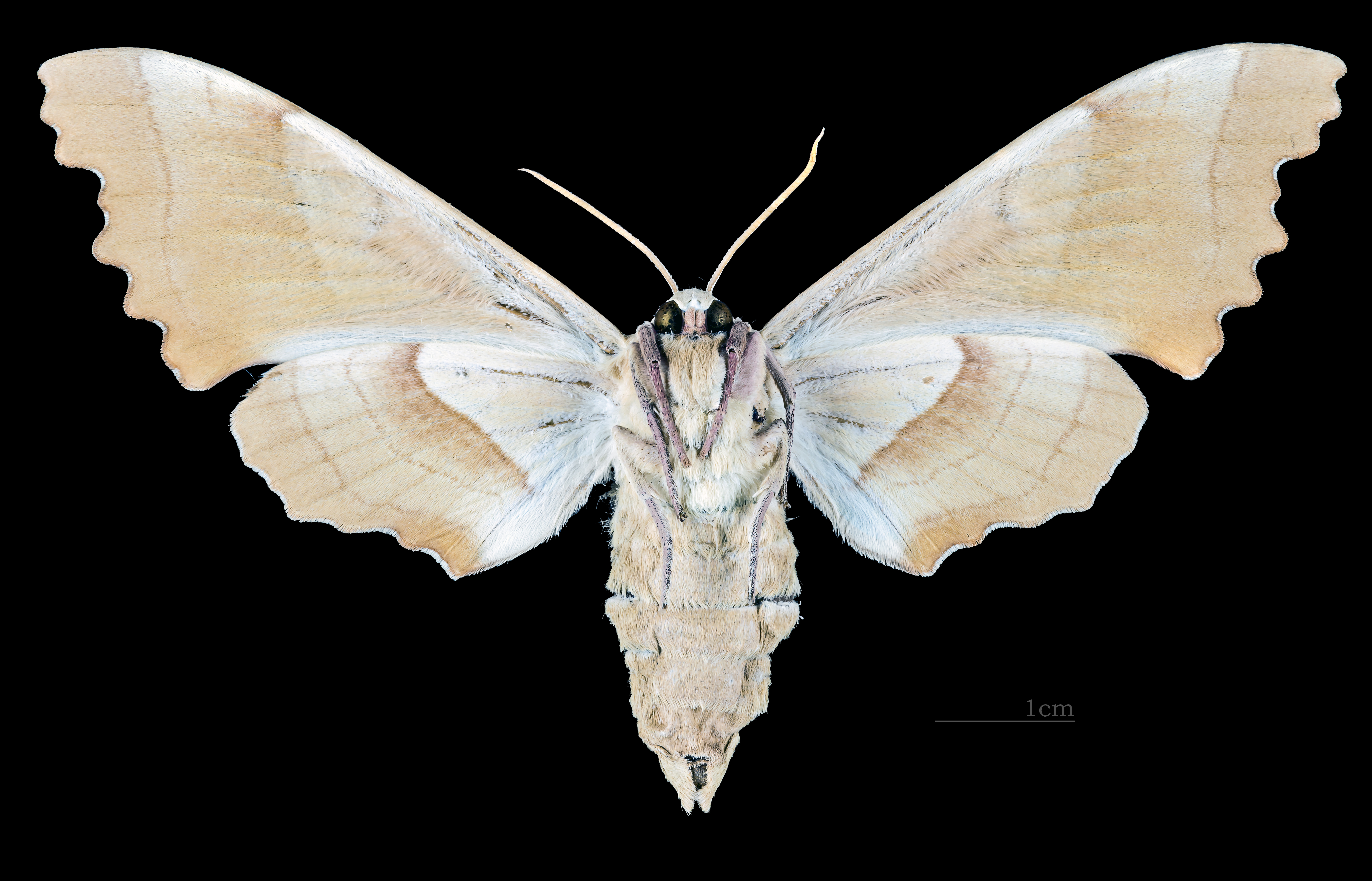
♀ △

## Środowisko
Siedliskiem są lasy liściaste, zwłaszcza dąbrowy, a także ich skraje oraz lasostepy.  

## Pojaw stadiów i rośliny żywicielskie
Dorosłe osobniki (imagines) spotykane od czerwca do sierpnia, czy nawet do września. Gąsienica żeruje na różnych gatunkach dębu m.in. na dębie burgundzkim Quercus cerris. Spotyka się ją od maja do sierpnia.